# Cervikalna intraepitelijska neoplazija
Cervikálna íntraepitélijska néoplazija (s kratico CIN) je nenormalna rast potencialno rakavih celic ploščatega epitelija v materničnem vratu. V večini primerov CIN ne napreduje v rakavo obliko ali pa se stanje povrne v normalno, vendar v majhnem odstotku napreduje v raka materničnega vratu..  Poglavitni vzrok nastanka CIN-a je okužba s humanimi virusi papiloma (virusi HPV; zlasti visokorizična genotipa 16 in 18), ki se prenašajo s spolnimi odnosi.
Med zgodnjimi mikroskopskimi spremembami je vidna displazija epitelijskih celic, ki pa je ženska sama ne opazi. Pod mikroskopom so vidne tudi celične spremembe, ki jih povzročajo virusi HPV, na primer prisotnost koilocitov. Ker je pomembno, da se CIN diagnosticira v zgodnji fazi, ko ženska še nima nobenih simptomov, so bistveni presejalni testi - gre za tako imenovane teste PAP, kjer odvzamejo bris z materničnega vratu in nato celice citološko pregledajo. Perzistentne lezije, ki ne nazadujejo spontano, je potrebno odstraniti operativno (operativna konizacija), z laserjem (laserska konizacija) ali s pomočjo zamrzovanja (krioskopija). 

## Stopnje
CIN razdelimo glede na patološko napredovanje v tri stopnje: 
- CIN 1 (CIN prve stopnje) je najzgodnejša in najmanj nevarna oblika displazije ali nenormalne razrasti epitelijskih celic[1]. Prizadete so celice v zgornji tretjini epitelija. Povzročitelji so zlasti virusi HPV. Takšna patološka spremembna običajno izzveni po letu ali več.
- CIN 2/3 (CIN druge in tretje stopnje) je že bolj napredovana oblika lezij ploščatih celic:
  - CIN2 je zmerna displazija, ki že zajema dve tretjini epitelija;
  - CIN3 je nevarna displazija, ki zajema že več kot dve tretjini epitelija in je neposredna predstopnja raka.

- Normalen epitelij materničnega vratu.
- CIN I.
- CIN II.